# Skellefte älv

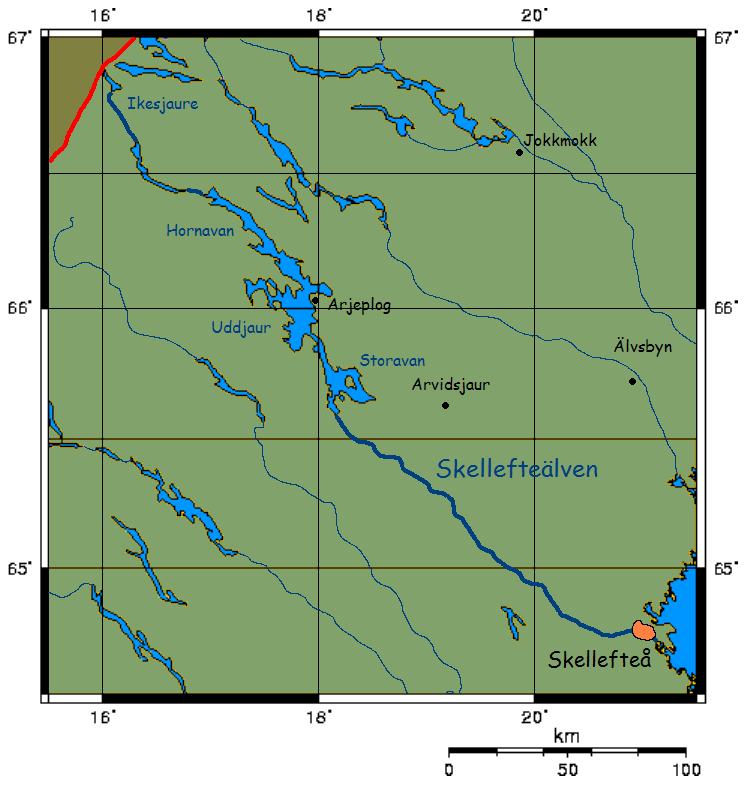
Loop van de Skellefte älv

De Skellefte älv, Pite-Samisch Seldutiedno, Ume-Samisch Syöldateiednuo, is een rivier in het noorden van Zweden. Het is een van de belangrijkste en langste rivieren in Norrland met een lengte van 410 kilometer en wordt gebruikt voor het opwekken van energie met waterkrachtcentrales, zoals bij meer rivieren in het noorden van Zweden het geval is.
De Skellefte älv begint als Seldutjåhkå, een uitloper van het meer Ikesjaure dat tegen Noorwegen aan ligt, binnen de gemeente Arjeplog,  dat is Lapland. De rivier loopt door een gebied met veel meren en moerassen en is daardoor niet altijd even duidelijk als rivier te herkennen en te volgen. Het komt door de volgende grote meren aan: Sädvajaure, Hornavan, Uddjaure, waar Arjeplog aan ligt, en Storavan. De rivier mondt bij de stad Skelleftehamn in de Botnische Golf uit, een voorstad van Skellefteå, die beiden naar de rivier zijn genoemd.
- Library of Congress Control Number: sh89005755
- Nationale Bibliotheek van Israël: 987007534563005171
- Virtual International Authority File: 315130549